# Carlo Pinsoglio
Carlo Pinsoglio (Moncalieri, 16 maart 1990) is een Italiaans betaald voetballer die dienstdoet als doelman. Hij verruilde Vicenza in juli 2014 voor Juventus, waar hij eerder in de jeugd speelde en tot 2012 ook al tot de selectie behoorde.

## Carrière
Pinsoglio werd in 2000 opgenomen in de jeugdopleiding van Juventus. Hij doorliep vanaf dat moment alle teams tot en met dat tot twintig jaar. Toen hij in 2010 doorstroomde naar de senioren, verhuurde Juventus hem direct voor een seizoen aan Viareggio, op dat moment actief in de Lega Pro Prima Divisione. Daarna volgde een huurperiode bij Pescara (in de Serie B). Waar hij bij Viareggio diende als eerste doelman, stond hij bij Pescara vooral reserve (achter Luca Anania).
Juventus verkocht Pinsoglio in januari 2012 aan Vicenza, maar behield een deel van zijn transferrechten. Hij was hier eerst een halfjaar tweede doelman (achter Alberto Frison), daarna een seizoen eerste keus. Juventus haalde Pinsoglio in juli 2014 terug naar Turijn, om hem direct weer te verhuren. Zo speelde hij in het seizoen 2014/15 op huurbasis voor Modena, in 2015/16 voor Livorno en in 2016/17 voor Latina, voor alle drie in de Serie B. Gedurende het seizoen 2017/18 hield Juventus hem bij de selectie als derde doelman achter Gianluigi Buffon en Wojciech Szczęsny. Hij speelde dat seizoen voor het eerst in een officiële wedstrijd in het eerste elftal van Juventus, als invaller voor Buffon thuis tegen Hellas Verona.

## Erelijst
| Kampioen Serie A | 2× | 2017/18, 2019/20 |

1 Perin ·
3 Bremer ·
4 Gatti ·
5 Locatelli ·
6 Danilo  ·
7 Conceição ·
8 Koopmeiners ·
9 Vlahović ·
10 Yıldız ·
11 González ·
14 Milik ·
15 Kalulu ·
16 McKennie ·
17 Adžić ·
18 Arthur ·
19 Thuram ·
21 Fagioli ·
22 Weah ·
23 Pinsoglio ·
26 Luiz ·
27 Cambiaso ·
29 Di Gregorio ·
32 Cabal ·
37 Savona ·
40 Rouhi ·
51 Mbangula ·
Coach: Motta